# Wonder Boy III: The Dragon's Trap
Wonder Boy 3: The Dragon's Trap (Japans: モンスターワールドII ドラゴンの罠, Romaji: Monsutā Wārudo Tsū: Doragon no Wana) is een computerspel dat werd ontwikkeld door Westone en uitgegeven door Sega. Het spel kwam in 1989 uit voor de Sega Master System. Later volgde ook andere platforms. Het spel is een zijwaarts scrollend platformspel waarbij het perspectief in de derde persoon wordt getoond. Het spel is het directe vervolg op Wonder Boy in Monster Land.

## Verhaal
Het verhaal vindt direct plaats na de gebeurtenissen uit het vorige spel waarin protagonist Tom Tom een kasteel betreedt om het Salamander Cross te vinden. Binnen werd hij aangevallen door de MEKA Dragon. Tom Tom versloeg deze, maar er werd een vloek over hem uitgesproken waardoor hij veranderde in Lizard-Man.

## Spel
De speler speelt nu als Wonder Boy en moet zijn ware lichaam zien terug te vinden door het op te nemen tegen talloze draken. Het spel is niet-lineair en kan op verschillende manieren worden gespeeld. Gedurende het spel krijgt de speler nieuwe dierenvormen, elk met verschillende mogelijkheden. Zo is er Lizard-Man, Mouse-Man, Piranha-Man, Lion-Man en Hawk-Man.
Aan het begin van elk dorp krijgt de speler een wachtwoord om het spel later te kunnen hervatten.

## Titel
Omwille van de eigenaardige licentiepolitiek van Westone is de naam van het spel afhankelijk van het type computer. Voor meer informatie, zie Wonder Boy (computerspelserie).

## Platforms
| Jaar | Platform              |
| ---- | --------------------- |
| 1989 | Sega Master System    |
| 1990 | TurboGrafx-16         |
| 1992 | Game Gear             |
| 2007 | Virtual Console (Wii) |

Het spel kwam uit voor iOS in het verzamelpakket PC Engine GameBox.

## Ontvangst
| Beoordeeld door        | Platform           | Datum         | Score |
| ---------------------- | ------------------ | ------------- | ----- |
| Mean Machines          | Sega Master System | oktober 1990  | 95%   |
| Retrogaming.it         | Sega Master System | 28 april 2008 | 90%   |
| Retrogaming History    | Sega Master System | 28 april 2008 | 90%   |
| GamesAreFun.com (GAF)  | TurboGrafx-16      | 13 april 2003 | 90%   |
| Joystick (Frans)       | Sega Master System | januari 1990  | 88%   |
| The Games Machine (GB) | TurboGrafx-16      | januari 1990  | 86%   |
| Video Games            | Sega Master System | januari 1991  | 83%   |
| Portable Review        | Game Gear          | 29 juli 2007  | 80%   |
| Megablast              | Sega Master System | 1992          | 74%   |
| The Games Machine (GB) | Sega Master System | januari 1990  | 71%   |

## Remake
Het spel werd onder de titel Wonder Boy: The Dragon's Trap opnieuw uitgebracht in 2017 en is beschikbaar voor Windows, PlayStation 4, Xbox One en Nintendo Switch. Het spel is een remake van het origineel en is ontwikkeld door Lizardcube.

## Trivia
- Het spel is opgenomen in het boek 1001 Video Games You Must Play Before You Die van Tony Mott.